# An Thạnh
An Thạnh là một xã thuộc thành phố Cần Thơ, Việt Nam.

## Địa lý
Xã An Thạnh có vị trí địa lý:
- Phía đông giáp tỉnh Vĩnh Long
- Phía tây giáp xã Đại Ngãi và xã Long Phú
- Phía nam giáp xã Cù Lao Dung
- Phía bắc giáp xã Nhơn Mỹ.

Xã An Thạnh có diện tích 94,92 km², dân số năm 2024 là 37.711 người, mật độ dân số đạt 397 người/km².

## Lịch sử
Ngày 20 tháng 9 năm 1975, Bộ Chính trị ban hành Nghị quyết số 245-NQ/TW về việc hợp nhất tỉnh Cần Thơ (ngoại trừ huyện Thốt Nốt), tỉnh Sóc Trăng, tỉnh Trà Vinh, tỉnh Vĩnh Long thành một tỉnh, tên gọi tỉnh mới cùng với nơi đặt tỉnh lỵ sẽ do địa phương đề nghị lên.
Ngày 20 tháng 12 năm 1975, Bộ Chính trị ban hành Nghị quyết số 19/NQ về việc hợp nhất tỉnh Cần Thơ (bao gồm cả huyện Thốt Nốt của tỉnh Long Xuyên), tỉnh Sóc Trăng thành một tỉnh mới, tên gọi tỉnh mới cùng với nơi đặt tỉnh lỵ sẽ do địa phương đề nghị lên.
Ngày 24 tháng 2 năm 1976, Chính phủ Cách mạng lâm thời Cộng hòa miền Nam Việt Nam ban hành Nghị định số 3/NQ/1976 về việc hợp nhất tỉnh Cần Thơ, tỉnh Sóc Trăng và thành phố Cần Thơ thành một tỉnh mới, lấy tên là tỉnh Hậu Giang.
Ngày 26 tháng 12 năm 1991, Quốc hội ban hành Nghị quyết về việc chia tỉnh Hậu Giang thành tỉnh Cần Thơ và tỉnh Sóc Trăng.
Ngày 11 tháng 1 năm 2002, Chính phủ ban hành Nghị định số 04/2002/NĐ-CP về việc:
- Thành lập huyện Cù Lao Dung thuộc tỉnh Sóc Trăng.
- Chuyển xã An Thạnh 1 thuộc huyện Long Phú về huyện Cù Lao Dung mới thành lập quản lý.
- Thành lập thị trấn Cù Lao Dung (thị trấn huyện lỵ huyện Cù Lao Dung) trên cơ sở 905,7 ha diện tích tự nhiên và 5.148 người của xã An Thạnh 2.
- Thành lập xã An Thạnh Đông thuộc huyện Cù Lao Dung trên cơ sở 4.195,84 ha diện tích tự nhiên và 9.159 nhân khẩu của xã An Thạnh 2.
- Thành lập xã An Thạnh Tây thuộc huyện Cù Lao Dung trên cơ sở 1.759,55 ha diện tích tự nhiên và 4.620 nhân khẩu của xã An Thạnh 1.

Sau khi điều chỉnh địa giới hành chính, xã An Thạnh 1 còn lại 3.073,05 ha diện tích tự nhiên và 8.576 nhân khẩu.
Ngày 26 tháng 11 năm 2003, Quốc hội ban hành Nghị quyết số 22/2003/QH11 về việc chia tỉnh Cần Thơ thành thành phố Cần Thơ trực thuộc trung ương và tỉnh Hậu Giang.
Ngày 4 tháng 10 năm 2016, Thủ tướng Chính phủ ban hành Quyết định số 1900/QĐ-TTg về việc công nhận thị trấn Cù Lao Dung và An Thạnh 1, An Thạnh Đông, An Thạnh Tây thuộc huyện Cù Lao Dung là xã đảo.
Tính đến ngày 31/12/2024:
- Thị trấn Cù Lao Dung có 3 ấp: Chợ, Phước Hòa A, Phước Hòa B.
- Xã An Thạnh 1 có 3 ấp: An Thường, An Trung, An Trung A.
- Xã An Thạnh Đông có 9 ấp: Đặng Trung Tiến, Đền Thờ, Lê Minh Châu A, Lê Minh Châu B, Nguyễn Công Minh A, Nguyễn Công Minh B, Nguyễn Công Minh C, Tăng Long, Trương Công Nhựt.
- Xã An Thạnh Tây có 3 ấp: An Lạc, An Phú, An Phú A.

Ngày 12 tháng 6 năm 2025, Quốc hội ban hành Nghị quyết số 202/2025/QH15 về việc sắp xếp đơn vị hành chính cấp tỉnh (nghị quyết có hiệu lực từ ngày 12 tháng 6 năm 2025). Theo đó, sáp nhập tỉnh Hậu Giang và tỉnh Sóc Trăng vào thành phố Cần Thơ.
Ngày 16 tháng 6 năm 2025, Ủy ban Thường vụ Quốc hội ban hành Nghị quyết số 1668/NQ-UBTVQH15 về việc sắp xếp các đơn vị hành chính cấp xã của thành phố Cần Thơ năm 2025 (nghị quyết có hiệu lực từ ngày 16 tháng 6 năm 2025). Theo đó, thành lập xã An Thạnh thuộc thành phố Cần Thơ trên cơ sở toàn bộ 7,40 km² diện tích tự nhiên, quy mô dân số là 7.408 người của thị trấn Cù Lao Dung; toàn bộ 29,81 km² diện tích tự nhiên, quy mô dân số là 10.891 người của xã An Thạnh 1; toàn bộ 40,27 km² diện tích tự nhiên, quy mô dân số là 11.933 người của xã An Thạnh Đông và toàn bộ 17,44 km² diện tích tự nhiên, quy mô dân số là 7.479 người của xã An Thạnh Tây thuộc huyện Cù Lao Dung, tỉnh Sóc Trăng.
Xã An Thạnh có 94,92 km² diện tích tự nhiên và quy mô dân số là 37.711 người.

## Văn hóa
- Đền thờ Bác Hồ được Bộ Văn hóa – Thông tin (nay là Bộ Văn hóa, Thể thao và Du lịch) xếp hạng di tích lịch sử – văn hóa cấp Quốc gia tại Quyết định số 53/2001/QĐ-BVHTT ngày 28/12/2001.[11]
- Di tích Địa điểm Chiến thắng Rạch Già tại thị trấn Cù Lao Dung được UBND tỉnh Sóc Trăng công nhận di tích lịch sử – văn hóa cấp tỉnh tại Quyết định số 12/QĐTC-CTUBND ngày 10/01/2008.
- Địa điểm đầu tiên của Trường Đảng tỉnh Sóc Trăng – Đình Rạch Giồng (Đình thần Nguyễn Trung Trực) tại ấp Phước Hòa B, thị trấn Cù Lao Dung được UBND tỉnh Sóc Trăng công nhận di tích lịch sử cách mạng cấp tỉnh tại Quyết định số 1952/QĐ-UBND[12] ngày 10/08/2017.[13]